# Форд, Симон
Саймон Гэри Форд (англ. Simon Gary Ford; 17 ноября 1981) — английский футболист ямайского происхождения, центральный защитник.
Начав свою карьеру в академии «Чарльтон Атлетик», он перешёл в «Гримсби Таун» в 2001 году, после числился в «Бристоль Роверс» и «Редбридж», пока не перебрался в шотландский «Килмарнок», где отыграл шесть сезонов. В 2010 году Форд переехал в «Честерфилд». Через два года он вернулся в «Гримсби Таун», но сыграл за него всего два матча и был отдан в аренду в «Телфорд Юнайтед». После истечения срока контракта с «Гримсби Таун» остается свободным агентом. Он также сыграл три товарищеских матча за сборную Ямайки.

## Клубная карьера

### «Чарльтон Атлетик»
Форд начал свою карьеру в «Чарльтон Атлетик» под руководством Алана Кербишли и был переведен в основную команду клуба в сезоне 2000/01. Однако он не смог проявить себя и был вынужден покинуть клуб летом 2001 года, так и не сыграв ни одного матча за «Чарльтон».

### «Гримсби Таун»
После ухода из Чарльтона Форд подписал контракт с «Гримсби Таун» менеджера Ленни Лоуренса. Форд дебютировал в профессиональном футболе 21 августа 2001 года в победной 2-1 для его команды игре против «Линкольн Сити» в первом туре Кубка Футбольной Лиги, выйдя на 79-й минуте на замену. 22 декабря 2001 года он сыграл свой первый матч в Лиге 1 в ничейном 0-0 матче против «Престон Норт Энд» и вышел в основном составе. На следующей неделе, 29 декабря 2001 года, Форд забил свой 1-й гол за «Гримсби», выведя свою команду вперед 2-1 в матче против «Портсмута». Всего в первом сезоне за «Гимсби Таун» Форд сыграл 16 матчей.
В начале сезона 2002/03 Форд получил поддержку нового менеджера Пола Гровса и закрепился в основном составе благодаря травме Стива Четтла в предсезонном мачте. Форд паре с Жоржем Сантушем отыграл в основе 40 матчей в том сезоне. Несмотря на то, что выступления клуба оказались не впечатляющими, клуб вылетел в Лигу 2, Форд обратил на себя внимание таких клубов, как «Брэдфорд Сити» и «Вулверхэмптон Уондерерс». Но трансфер не состоялся. Во время сезона 2003/04 Форд играл мало, тренеры делали ставку на других защитников - Тони Крейна и Майка Эдвардса.
Несмотря на хорошее выступление в предшествующем сезоне, летом 2004 года «Гримсби Таун» не стал продлевать истекший контракт Форда, и игрок покинул клуб.

### «Бристоль Роверс» и «Редбридж»
Форд присоединился к «Бристоль Роверс» без заключения контракта до начала сезона 2004/05, но менеджер Ян Аткинс отказался от его услуг, и Форд отбыл из расположения клуба, не сыграл за него ни одного матча за две недели тренировок.
После краткого пребывания в «Бристоле» Форд подписал профессиональный контракт с клубом Южной конференции «Редбридж», которые играл на три уровня ниже, чем «Гримсби Таун». Форд сыграл только в одном матче за этот клуб, прежде чем он перешёл в шотландский «Килмарнок», клуб шотландской Премьер-лиги.

### «Килмарнок»

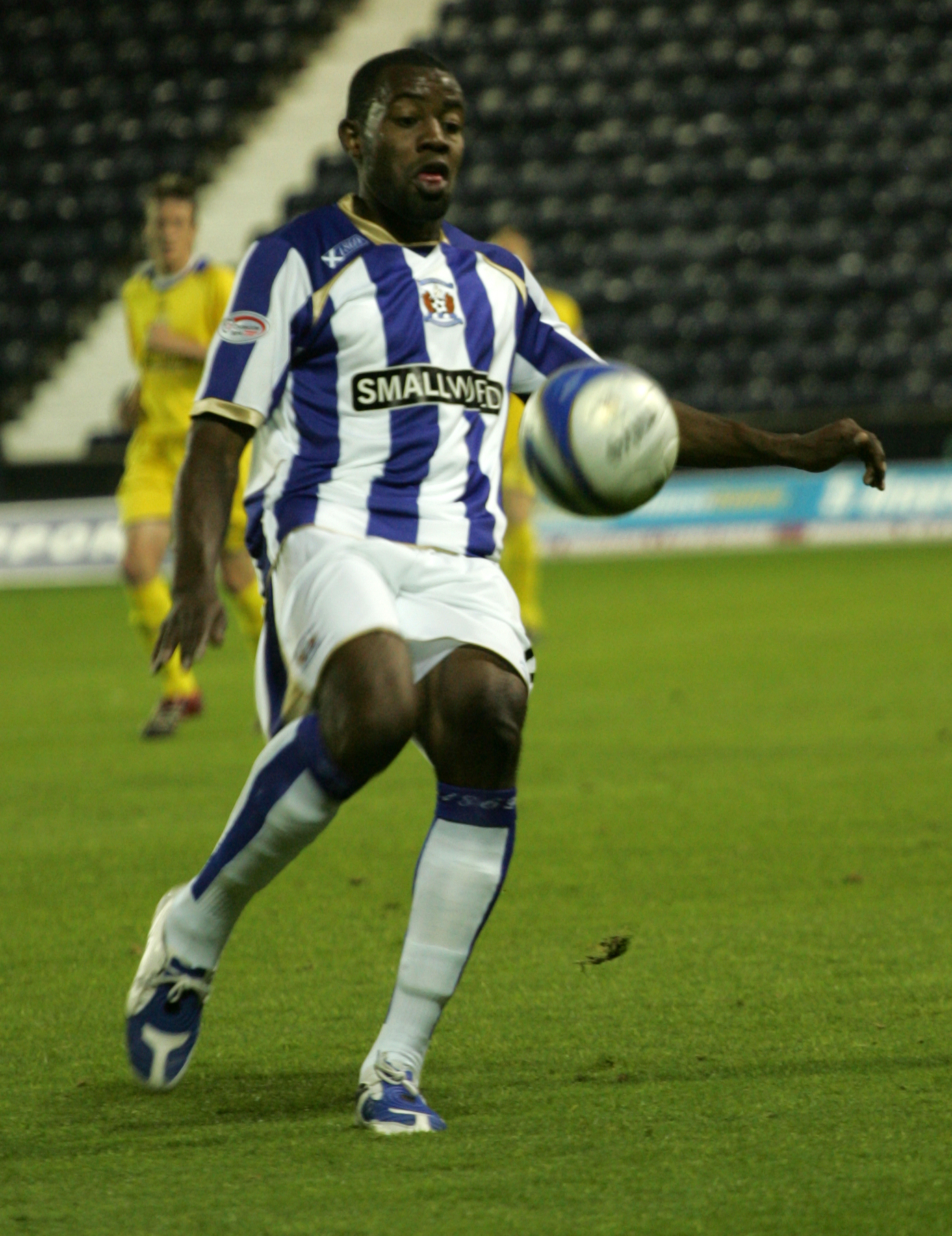
Форд в Килмарноке

«Килмарнок» предложил Форду контракт любителя, так как он ещё действовал его профессиональный контракт с «Редбриджем». 27 декабря 2004 года Форд в победном 3-1 матче с «Данди Юнайтед», подставив голову под навес Гарри Хэя со штрафного. В январе 2005 года он подписал с клубом профессиональный контракт.
С октября 2004 года Форд был игроком основы «Килмарнока», но в марте 2005 года было заявлено, он должен пройти двойную операцию по удалению грыжи, что означало досрочное завершение сезона.
15 октября 2005 года Форд с паса Гозабил первый гол на 7-й минуте в проигранном матче 4-2 с «Хиберниан», после паса Гордона Грира. Следующие две игры Форд пропустил из-за травмы, зато 29 октября 2005 года при счёте 1-1 против «Абердина» Форд успел добить в сетку мяч после удара Криса Бойда, и «Килмарнок» в итоге победил 4-2.
В апреле 2006 года Форд повредил связки колена и выбыл на 4 месяца. Помощник менеджера Билли Браун заявил: "Это серьезный удар для игрока и клуба. Он был потрясающим". Форд должен был перенести операцию летом, но пришлось ждать, пока колено заживет. В конце концов он вернулся на поле лишь в октябре 2006 года.
Всего за шотландский клуб Форд сыграл 144 матча за шесть лет и забил шесть раз.

### «Честерфилд»
Форд подписал контракт с «Честерфилдом» как свободный агент в июне 2010 года и первое время с успехом заменял покинувшего клуб Кевина Остина. 21 августа 2010 года он забил 4-й гол на 62-й минуте в победном 4-0 матче с «Херефорд Юнайтед»: Дэнни Уитакер подал угловой, и Форд головой внес мяч в ворота.
Форд был частью команды, которая в сезоне 2011/12 обыграла «Суиндон Таун» 2-0 в финале Кубка Лиги 25 марта 2012 и даже попал в перекладину на 8-й минуте, нападающий Джек Лестер добил мяч в ворота, но был зафиксирован офсайд.
Форд покинул клуб в конце сезона 2011/12.

### Возвращение в «Гримсби Таун»
30-летний Форд вернулся к «Гримсби Таун» 28 июля 2012 года для просмотра и сыграл в межсезонье товарищеский матч против «Бартон Таун Олд Бойз». Три дня спустя он подписал контракт на один год. 27 февраля 2013 года Форд, так и сумевший вытеснить из основы Шона Пирсона, Яна Миллера и Натан Понда, был отдан в аренду в клуб Национальной Конференции «Телфорд Юнайтед» до конца сезона 2012/13.
Форд был отозван в «Гримсби» 10 апреля 2013 года после травмы Шона Пирсона и Яна Миллера. За «Телфорд» он сыграл 6 матчей. Форд во второй раз дебютировал за "моряков" в ничейном мачте 1-1 с «Лутон Таун» 12 апреля 2013 года. Ещё один матч Форд сыграл в неудачной для «Гримсби» серии плей-офф. 2 мая 2013 года контракт Форда с «Гримсби» истек.

## Международная карьера
Форд представлял Ямайку в трех товарищеских матчах против Тринидада и Тобаго, Сент-Винсента и Гренады .

## Награды
- Вторая Футбольная лига Англии, чемпион: 2010/11 (Честерфилд)
- Трофей Футбольной лиги, обладатель: 2011/12 (Честерфилд)